# Будр
Будр (фр. Baudre) насеље је и општина у северној Француској у региону Доња Нормандија, у департману Манш која припада префектури Сен Ло.
По подацима из 2011. године у општини је живело 535 становника, а густина насељености је износила 140,42 становника/km². Општина се простире на површини од 3,81 km². Налази се на средњој надморској висини од 70 метара (максималној 93 m, а минималној 14 m).

## Демографија
| 1962. | 1968. | 1975. | 1982. | 1990. | 1999. | 2011. |
| ----- | ----- | ----- | ----- | ----- | ----- | ----- |
| 215   | 247   | 295   | 371   | 365   | 356   | 535   |

График промене броја становника у току последњих година